# 完備群
在數學的群論中，完備群（又稱完全群，不過完全群也可以指另一種群）是指如下的一種群G：G是無中心群，並且G的所有自同構都是內自同構，也就是說G有平凡外自同構群和平凡中心。另一等價定義是將元素{\displaystyle g\in G}映射到自同構{\displaystyle x\mapsto gxg^{-1}}的群同態{\displaystyle G\to \operatorname {Aut} (G)}是群同構。因為此群同態的核是G的中心，而其像是G的所有內自同構；所以G有平凡中心，則此群同態是單射，而所有自同構都是內自同構，則此群同態是滿射。

## 例子
對稱群{\displaystyle S_{n}}除了n=2,6外，都是完備群。{\displaystyle S_{2}}有非平凡中心，而{\displaystyle S_{6}}有一個外自同構（與內自同構複合之異不別）。

## 性質
任何完備群都同構於其自同構群。注意其逆命題不成立：有8個元素的二面體群同構於其自同構群，這個群卻不是完備群。